# Lane MacDermid
Lane MacDermid, född 25 augusti 1989, är en amerikansk–född kanadensisk professionell ishockeyspelare som spelar för Calgary Flames i NHL. Han har tidigare representerat Boston Bruins och Dallas Stars.
MacDermid draftades i fjärde rundan i 2009 års draft av Boston Bruins som 112:e spelare totalt.